# La Société contre l'État
La Société contre l’État, sous-titré Recherches d'anthropologie politique, est un livre de l'ethnologue et anthropologue français Pierre Clastres publié en 1974 par Les Éditions de minuit.
Ouvrage le plus connu et le plus cité, le plus commenté et le plus controversé de Clastres, La Société contre l'État est un recueil de textes dont, généralement, il n'est retenu que l'idée formulée aux deux derniers chapitres : les « sociétés primitives » sont des sociétés « contre l'État ».
Regroupant des articles ayant une visée théorique et des études consacrés aux sociétés autochtones américaines (principalement des sociétés d'Amérique du Sud auprès desquelles il séjourna : Guayaki, Mbya-Guarani, Chulupi et Yanomami), Clastres développe ici des thèmes et des problématiques qui n'étaient que suggérés ou rapidement abordés dans son précédent livre paru en 1972, Chronique des Indiens Guayaki.
D'un côté, Clastres interroge sa discipline : il discute certains présupposés de l'ethnologie occidentale (notamment l'ethnocentrisme) et il critique certains postulats de l'anthropologie politique (comme l'absence de politique dans les sociétés des peuples premiers). D'un autre côté, Clastres veut approfondir et enrichir sa discipline : étudier les sociétés autres depuis leurs propres perspectives, prendre leur politique au sérieux, rendre au langage sa valeur.
À sa parution La Société contre l'État fut accueilli tant chaudement que glacialement : certains lecteurs, comme Miguel Abensour ou François Bott, y virent le renouvellement de l'anthropologie politique ; d'autres, comme Jean Bazin ou Jean-William Lapierre, y virent la reproduction de clichés ethnologiques éculés. Au xxie siècle La Société contre l’État est considéré comme un ouvrage majeur de l'anthropologie politique et de l'histoire des idées politiques : la mise en regard de l'institution qu'est la « chefferie » amérindienne (un pouvoir politique non coercitif)  avec l'institution qu'est l'« État » occidental (un pouvoir  politique coercitif) invite à questionner et repenser la nature du pouvoir politique.
La thèse centrale du livre (synthétisée par l'expression « société contre l'État ») peut être résumée comme suit : par essence le pouvoir politique n'est pas coercitif, ainsi il est possible d'instaurer une société où la liberté et l'égalité politiques sont instituées, et ce à l'encontre d'une société à État où sont instituées la division et la relation de commandement-obéissance. Cette idée, qui rencontre le succès jusqu'au milieu des années 1980, connaît une éclipse durant les années 1990 puis commence à faire retour au milieu des années 2000. Bien qu'elle soit discutée, contestée ou réfutée par des ethnologues et des anthropologues, cette idée influence des anthropologues anarchistes, des chercheurs en sciences humaines et sociales et des penseurs politiques.

## Présentation

### Contexte

#### La vogue ethnologique et anthropologique
Il quitte ses études de philosophie en 1958 et obtient le titre de docteur en ethnologie en 1965.
En France, la décennie qui précède la parution de La Société contre l'État,, connaît une vogue ethnologique et anthropologique : de nombreux ouvrages devenus des classiques de l'ethnologie et de l'anthropologie sont enfin traduits en français ; des éditeurs créent des collections dédiées à ces monographies et ces recherches d'un genre nouveau ; Claude Lévi-Strauss fonde la revue L'Homme en 1961.
Lors de sa parution à la fin de l'année 1974, parmi la profusion des monographies consacrées aux peuples premiers (Afrique, Amérique, Asie, Océanie…), La Société contre l'État est l'un des rares ouvrages théoriques consacrés aux populations des basses terres et des forêts tropicales d'Amérique du Sud,.

#### Le bouillonnement théorique
Depuis le milieu des années 1950 en France, un mouvement théorique influence un grand nombre de penseurs : le structuralisme, qui trouve son origine (pour partie) dans le travail de Claude Lévi-Strauss. Apparu bien avant le structuralisme, un autre mouvement théorique tient toujours le haut du pavé en France : le marxisme, dont Louis Althusser (mais il n'est pas le seul) redessine les contours avec son Pour Marx publié en 1965,.
Outre la France, ces deux mouvements théoriques exercent une forte influence à travers le monde sur les ethnologues et les anthropologues d'alors : le structuralisme, parce qu'il renouvelle l'approche des études sur la parenté et la compréhension des mythes ; le marxisme, parce qu'il questionne les rapports de domination et de pouvoir, et parce qu'il étudie les moyens, les rapports et les modes de production propres à chaque société,.
Entre son premier article publié en 1962 qui constitue le chapitre 2 de La Société contre l'État et le texte inédit de 1974 qui en constitue le dernier chapitre, Pierre Clastres s'éloigne de l'enseignement de Lévi-Strauss dont il fut l'élève, ainsi que des méthodes et des conceptions propres à l'anthropologie structurale,,. Quant au marxisme (qu'il prend soin de distinguer de la pensée de Karl Marx), Clastres ferraille contre ses méthodes d'analyse et ses outils théoriques repris et adaptés par les ethnologues et les anthropologues,,.

#### L'État et le pouvoir en question(s)
Au milieu du XXe siècle, après la Première et la Seconde Guerre mondiale au cours desquelles nombre d'États prirent part aux conflits, après l'apparition d'États aux formes inédites (l'État fasciste, l'État totalitaire, l'État dictatorial…), et alors que la décolonisation se poursuit et que les déclarations d'indépendance se multiplient, les réflexions autour de ce qu'est l'« État » pullulent (et ces réflexions sont aussi des réflexions sur le « pouvoir politique »). Parmi les auteurs dont les réflexions politiques (sur l'État, sur le pouvoir, sur la révolution, sur le mode de production, etc.) connaissent un retentissement certain au milieu du XXe siècle en France, on trouve par exemple : Karl Wittfogel, Raymond Aron, Nicos Poulantzas, Michel Foucault, Hannah Arendt ou Louis Althusser.
D'autres pistes de réflexions sur l'État et le pouvoir politique sont explorées dans les revues anarchistes et libertaires qui foisonnent alors. Aussi, au début des années 1970, Cornelius Castoriadis et Claude Lefort réunissent leurs textes parus dans Socialisme ou barbarie : une revue dans laquelle le « capitalisme bureaucratique » et les régimes « totalitaires » sont questionnés et critiqués, un groupe de militants dont Pierre Clastres est proche,.

Photographies de six chefs d'État français en exercice du vivant de Pierre Clastres
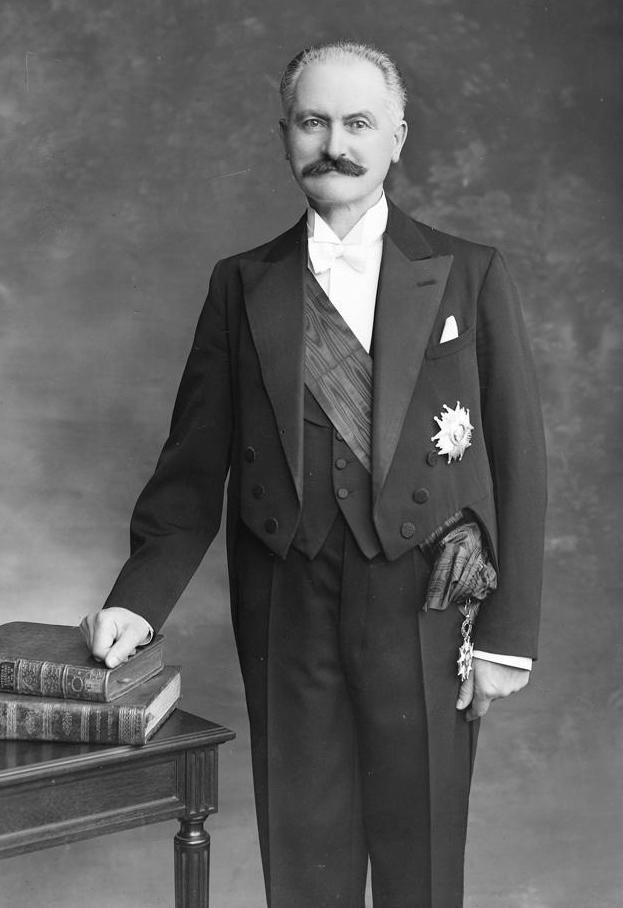
Albert Lebrun (1871-1950), président de 1932 à 1940.
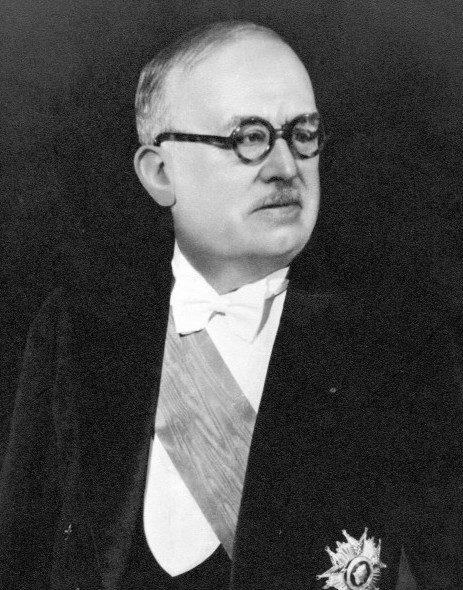
Vincent Auriol (1884-1966), président de 1947 à 1954.
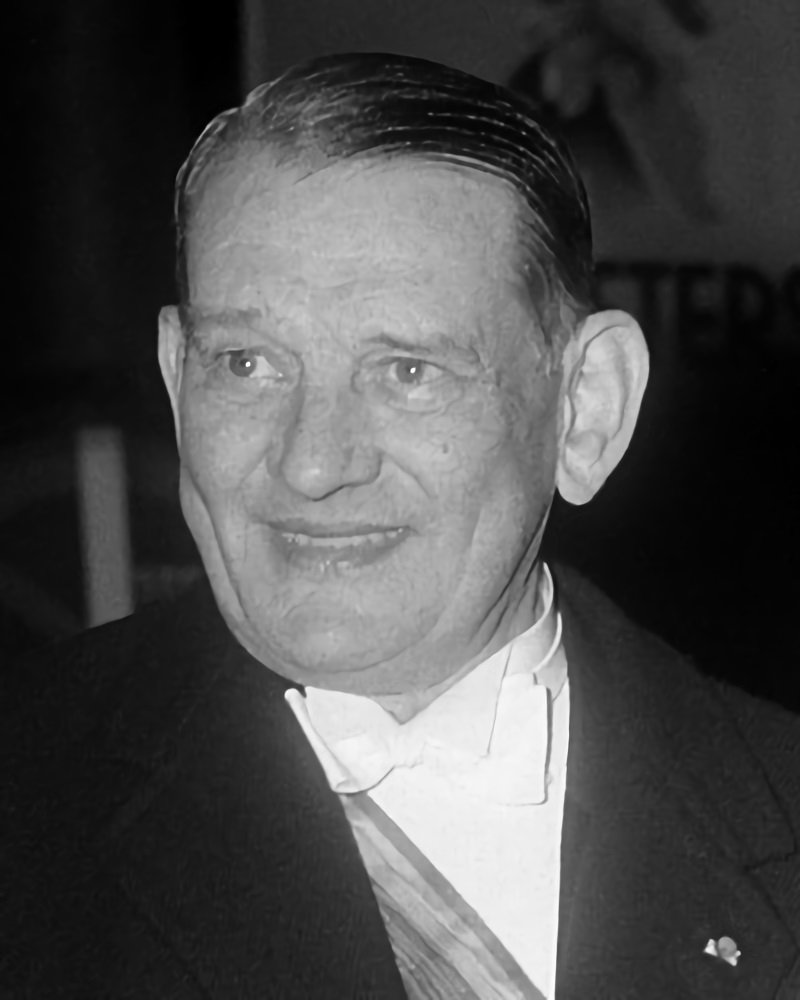
René Coty (1882-1962), président de 1954 à 1959.
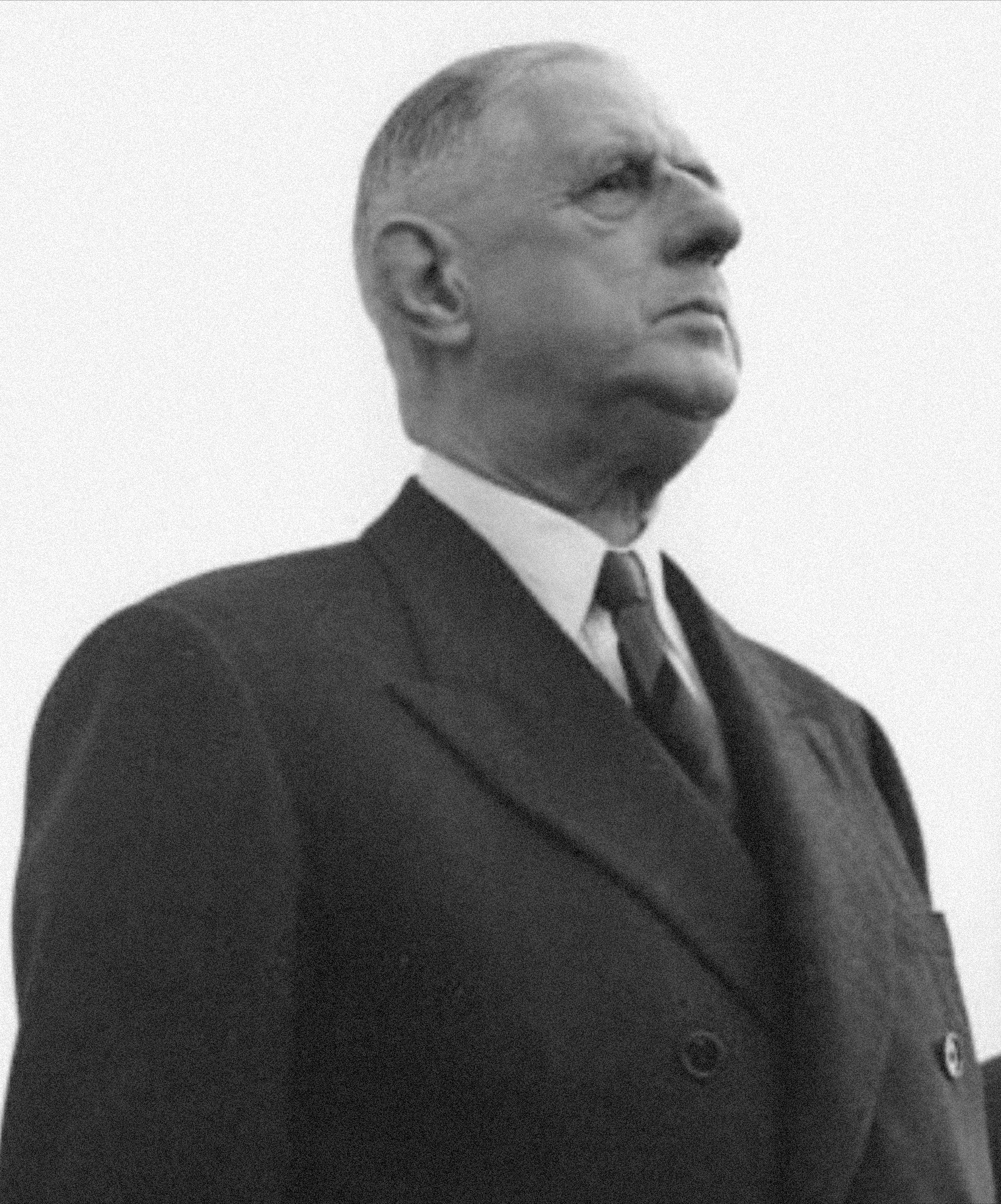
Charles de Gaulle (1890-1970), président de 1959 à 1969.
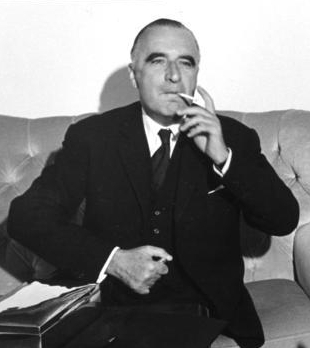
Georges Pompidou (1911-1974), président de 1969 à 1974.
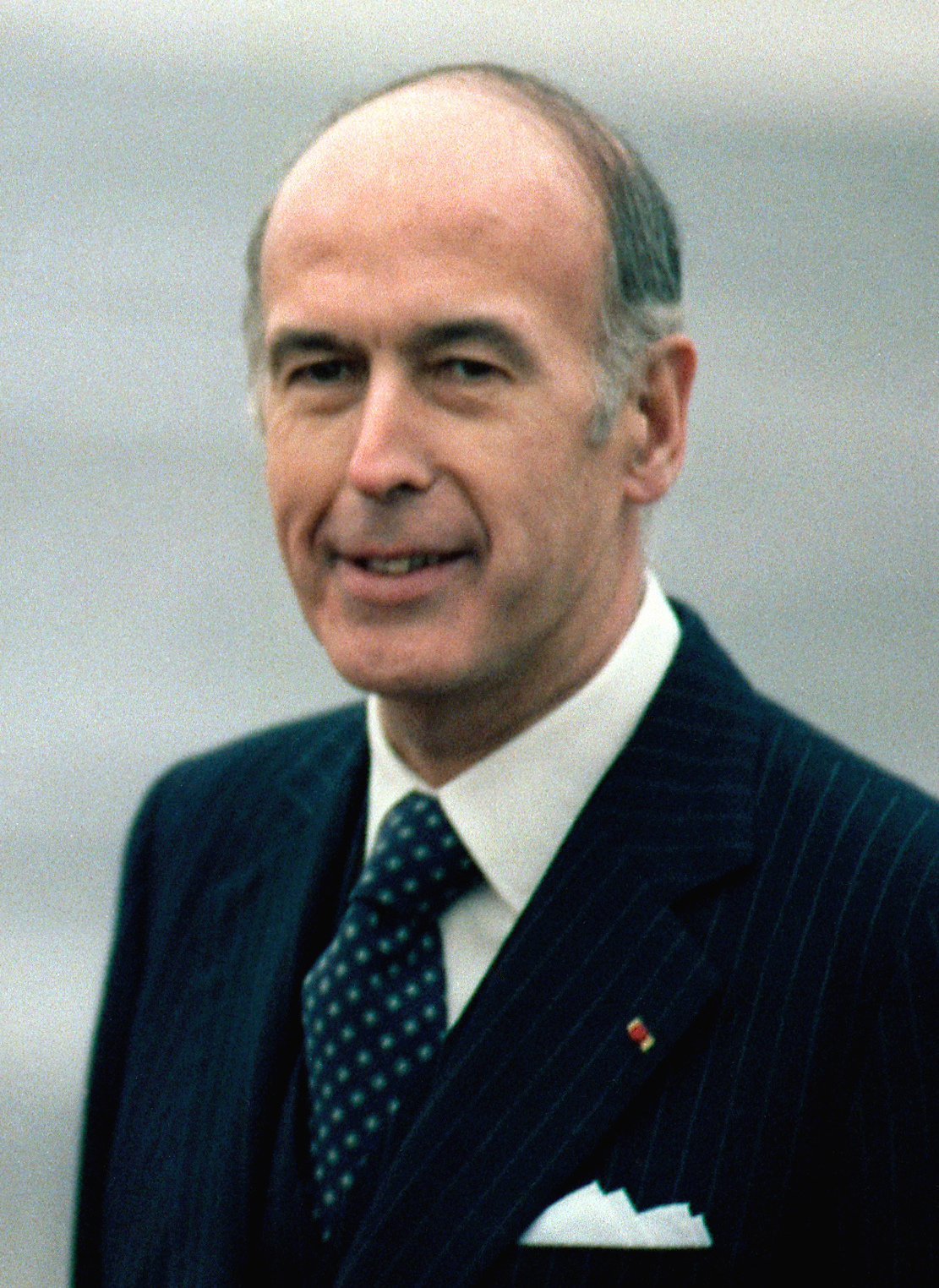
Valéry Giscard d'Estaing (1926-2020), président de 1974 à 1981.

Dans une autre perspective, depuis la fin du XIXe siècle l'ethnologie et l'anthropologie contribuent à renouveler les questionnements sur l'État et le pouvoir. Au milieu du XXe siècle, une distinction entre « société sans État » et « société avec État » est employée par les ethnologues et les anthropologues afin de caractériser deux « types » de sociétés qui présentent des différences essentielles dans leurs systèmes politiques, ; partant, cette distinction permet d'effectuer des comparaisons (culturalistes, fonctionnalistes, diffusionnistes…) entre les diverses conceptions et pratiques politiques des sociétés humaines de par le monde. Dans le livre qui popularise cette distinction, Systèmes politiques africains (édité par Meyer Fortes et Edward Evan Evans-Pritchard), différents auteurs étudient d'autres formes de pouvoirs politiques ; ils montrent qu'il existe des organisations sociales autres dans des sociétés où le système politique occidental moderne canonique, l'« État », est encore sinon inconnu, du moins peu imité ou non adopté. Outre Systèmes politiques africains, des livres comme ceux de Bronisław Malinowski (Les Argonautes du Pacifique occidental), d'E. E. Evans-Pritchard (Les Nuer), d'Edmund Leach (Les systèmes politiques des hautes terres de Birmanie) et de Georges Balandier (Anthropologie politique) montrent que d'autres conceptions, d'autres pratiques et d'autres systèmes politiques existent.
Dans son livre qui paraît à la fin de l'année 1974 Clastres dit, lui, avoir découvert un tout autre type de société et une distinction autrement primordiale : la « société contre l'État ».

### L'œuvre

#### Enjeux théoriques et pratiques
Ouvrage théorique, La Société contre l'État est « d'abord un pavé dans la mare des typologies traditionnelles » de l'anthropologie politique : Pierre Clastres remet en cause la partition « société sans État »/« société à État » qui conduit à considérer comme archaïques des sociétés d'où semble absent le politique ; or, pour Clastres, l'absence d'État n'implique pas l'absence de politique ; sa thèse est que les peuples premiers ont institué une autre politique, synthétisée par l'expression « société contre l'État »,.
Par cette expression Clastres veut dire que, contrairement aux « sociétés à État » qui instituent un pouvoir politique coercitif, il existe des sociétés qui instituent un pouvoir politique non coercitif : les « sociétés primitives »,, ; à savoir des sociétés qui créent intentionnellement des institutions politiques qui instaurent et préservent la liberté et l'égalité des membres de la communauté : « des sociétés contre l'État »,.
Cette thèse est le fruit d'une dizaine d'années de recherches retracées par les articles réunis dans La Société contre l'État. D'abord, pour Clastres, il faut en finir avec l'ethnocentrisme occidental : fortes de leurs cultures, de leurs savoirs et de leurs techniques, les sociétés des peuples premiers maîtrisent leur environnement et leur avenir, ces sociétés ne manquent de rien ; par conséquent, il faut étudier leurs réussites et leurs échecs depuis leurs propres perspectives,. Ensuite, pour Clastres, il faut rompre avec le positivisme et son avatar anthropologique l'évolutionnisme : les sociétés des peuples premiers ne figurent pas les commencements de l'humanité et les sociétés occidentales ne sont pas l'accomplissement de l'histoire humaine ; par conséquent, il n'y a pas de téléologie de l'histoire de l'humanité,. Ainsi libérée des catégories et des concepts inadéquats à l'étude des sociétés des peuples premiers, l'anthropologie peut enfin (re)découvrir ces sociétés : leurs cultures et leurs histoires, leurs usages du langage et leurs savoirs, leurs techniques et leurs modes de production, leurs dynamismes sociologiques et leur inventivité politique.
Enfin, La Société contre l'État est comme un miroir tendu à l'Occident,,. La thèse politique de l'ouvrage invite à considérer tout autrement l'institution du politique : si, comme le montrent les découvertes ethnographiques, il existe des sociétés qui instituent un pouvoir politique non coercitif ; alors, d'une part le pouvoir politique n'est pas par essence coercitif et, d'autre part, l'institution d'un pouvoir politique coercitif n'est ni une nécessité ni une fatalité. Autrement dit : l'État n'est pas le destin politique de l'Occident, il est possible d'instituer la liberté et l'égalité politiques .

#### Plan de l'ouvrage
| Chapitre 1 : Copernic et les Sauvages Chapitre 2 : Échange et pouvoir : philosophie de la chefferie indienne Chapitre 3 : Indépendance et exogamie Chapitre 4 : Élément de démographie amérindienne Chapitre 5 : L’arc et le panier Chapitre 6 : De quoi rient les Indiens ? Chapitre 7 : Le devoir de parole Chapitre 8 : Prophètes dans la jungle Chapitre 9 : De l’Un sans le Multiple Chapitre 10 : De la torture dans les sociétés primitives Chapitre 11: La société contre l’État |

Les textes compilés dans La Société contre l'État ne sont pas ordonnés chronologiquement, Clastres arrange la disposition des articles réunis dans ce recueil de façon thématique, :
- le chapitre 1 fait office d'introduction et annonce la ligne épistémologique suivie tout au long de l'ouvrage (en finir avec l'ethnocentrisme, prendre la politique des peuples premiers au sérieux) ;
- les chapitres 2, 3, 4 et 5 décrivent et analysent différentes dimensions de l'organisation sociale de sociétés autochtones américaines (chefferie) et autochtones sud-américaines de la forêt tropicale (échanges, démographie, liens de parenté, rôles féminin/masculin) ;
- les chapitres 6, 7, 8, 9 et 10 décrivent et analysent les paroles, les utilisations du langage et les modes de pensée de sociétés autochtones sud-américaines telles les Chulupi et les Mbya-Guarani (communication, mythologie, pensée, rite de passage) ;
- le chapitre 11, inédit et conclusif, fait retour sur une dizaine d'années de recherches, prend position dans des débats anthropologiques contemporains (le mode de production et le statut de l'économie dans les sociétés autochtones), enfin, avance une proposition théorique : les « sociétés primitives »[ScÉ 7], « par essence égalitaire[s] »[ScÉ 8], sont des sociétés dont l'institution du pouvoir politique (qui vaut institution du social) empêche l'émergence d'un pouvoir de type coercitif (tel le pouvoir d'un chef, qui pourrait se transformer en pouvoir d'État) ; par suite, ces sociétés sont des sociétés « contre l'État »[ScÉ 9].

#### Chronologie des terrains de Clastres
Hormis le deuxième et le troisième textes rédigés avant de partir en mission, tous les chapitres de La Société contre l'État sont des textes dans lesquels Pierre Clastres décrit, réfléchit ou revient sur son expérience de terrain.
De janvier 1963 à décembre 1963, Clastres passe une année auprès des Indiens Guayaki au Paraguay ; en 1965 toujours au Paraguay, il séjourne auprès des Indiens Guarani Chiripa ; fin 1965 et début 1966, il visite les Javaés du Haut Xingu puis il effectue un court séjour chez les Guarani du littoral de São Paulo ; à l'été 1966, de retour au Paraguay, il séjourne brièvement chez des Mbya-Guarani ; par deux fois, en 1966 (juin à octobre) et en 1968 (juin à septembre), il visite les Indiens Chulupi (ou Ashluslay) qui vivent dans le Chaco au Paraguay ; entre 1970 et 1971, au Venezuela, il séjourne chez les Indiens Yanomami ; enfin, en 1974, il rencontre des Indiens Guarani au Brésil dans l'état de São-Paulo.

## Le livre

### Altérités des Sauvages

#### À Nouveau monde, nouveau regard
Dans La Société contre l'État Pierre Clastres ambitionne de renouveler les approches théoriques et pratiques de l'ethnologie et de l'anthropologie : en finir avec l'ethnocentrisme occidental, saisir les peuples premiers dans leur singularité, prendre leur politique au sérieux.
Tout d'abord, rappelant que tous les peuples du monde sont ethnocentristes (chaque peuple se pense et se constitue en/par opposition à un autre peuple), Clastres relève que l'ethnocentrisme loge au cœur des théories et des pratiques ethnologiques et anthropologiques, alors que l'ethnologie et l'anthropologie (comme disciplines scientifiques et académiques) prétendent être objectives. Plus, Clastres pointe une singularité de l'ethnocentrisme occidental véhiculée par ces disciplines : elles croient adopter un point de vue universel alors même que ce point de vue reste pétri de particularités, ceci conduit ces disciplines à produire des discours scientifiques qui se transforment en idéologie. Précisément : l'ethnologie et l'anthropologie jugent et jaugent les « sociétés primitives » à l'aune de critères occidentaux qui ne sont pas universels. Par exemple : toutes les sociétés humaines n'inventent pas une forme d'écriture, n'instituent pas une économie de marché, ne conçoivent pas une histoire chronologique.

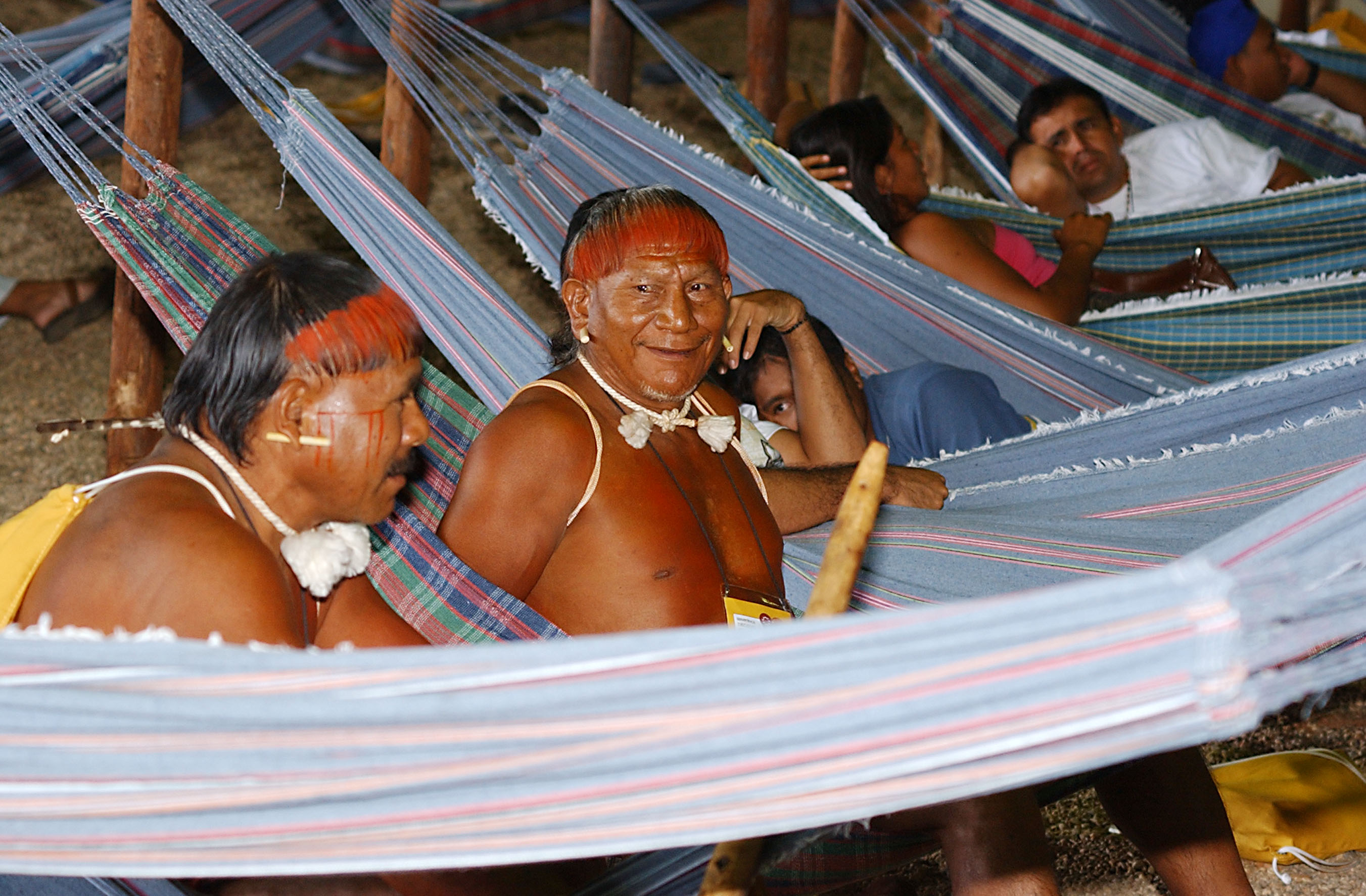
Photographie de deux Tupi-Guaranis en pleine discussion lors de la 1re « Conferência Nacional dos Povos Indígenas » au Brésil.

À cet ethnocentrisme s'ajoute parfois l'évolutionnisme, ainsi qu'une conception téléologique de l'histoire. D'abord, Clastres critique les approches évolutionnistes (en anthropologie, en ethnologie, en philosophie, en sociologie, etc.) parce que celles-ci considèrent que chaque société humaine de par le monde illustre un stade de développement de la civilisation : ainsi, comparées aux sociétés occidentales développées (stade avancé de la civilisation), les « sociétés primitives » seraient des « sociétés sauvages » (stade primaire de la civilisation), c'est-à-dire en deçà des sociétés sous-développées (stade intermédiaire de la civilisation). Ensuite, Clastres critiques les approches téléologiques de l'histoire parce que celles-ci commettent deux erreurs de raisonnement : d'une part, considérer que les « sociétés primitives » illustrent le passé de l'humanité, c'est impliquer que les sociétés occidentales sont l'aboutissement de la civilisation humaine ; d'autre part, considérer que les « sociétés primitives » sont actuellement au stade primaire de la civilisation, c'est impliquer que ces « sociétés primitives » atteindront le niveau de développement des sociétés occidentales. Pour le dire autrement : l'approche évolutionniste et l'approche téléologique incluent l'histoire particulière de chaque « société primitive » dans l'histoire de l'Occident et, par conséquent, ces approches nient l'originalité et la singularité de chaque « société primitive ».
Ainsi Clastres critique ces approches ethnocentristes, évolutionnistes et téléologiques, parce que celles-ci n'envisagent et n'étudient les « sociétés primitives » non pour ce qu'elles sont (ce que leurs membres disent, ce que leurs membres font, ce que leurs membres croient, etc.), mais pour ce qu'elles représentent pour l'anthropologie et l'ethnologie occidentales : d'un côté, les commencements de l'humanité, de l'autre, des sociétés inférieures en tout point. Enfin, Clastres critique ces approches parce qu'elles manquent certains traits originaux des « sociétés primitives » n'ayant aucune correspondance dans les sociétés occidentales, par exemple : la spécificité du pouvoir politique,.
Contre ces conceptions de l'anthropologie et de l'ethnologie, Clastres entend proposer une nouvelle ligne épistémologique : tout en conservant une optique universelle, il faut produire un discours scientifique qui rende compte des perspectives des « sociétés primitives ».

#### Le propre des Autres
Aborder les « sociétés primitives » depuis leurs propres perspectives pour Clastres, cela veut dire rendre compte de leurs « faire » (organisations sociales, modes de production, technologies…) et de leurs « penser » (mythologies, croyances, réflexions…) .
Concernant le faire : d'abord, la technologie des « sociétés primitives » n'est pas inférieure à celle des sociétés occidentales ; en effet, pour Clastres, il n'existe pas de hiérarchie dans le champ de la technique, par conséquent un outil ne peut être jugé qu'à l'aune de son efficacité et de sa capacité à satisfaire les besoins d'une société. Ensuite, mobilisant différents travaux et publications, s'appuyant sur ses expériences de terrain et recueillant les fruits de ses recherches, Clastres soutient que l'économie des « sociétés primitives » n'est pas une économie de subsistance : le temps d'activité nécessaire à la production alimentaire (chasse, pêche, cueillette, culture…) et à la production (im)mobilière (édification, assemblage, confection…) est effectivement court dans ces sociétés (moins de quatre heures par jour), . Enfin, à un autre niveau théorique, Clastres observe différentes formes d'organisation sociale de certaines « sociétés primitives » et il affirme que ces formes sont voulues : ainsi l'exogamie pratiquée par les sociétés de la forêt tropicale ne repose pas sur la prohibition de l'inceste (fonction négative) mais sur le mariage hors de la communauté (fonction positive), ; autre exemple, la société guayaki s'organise autour de l'opposition homme/femme, ceci détermine l'ensemble des tâches et obligations sociales affectées à chaque sexe,.

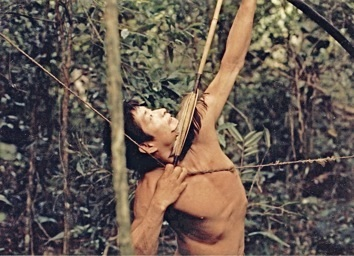
Photographie d'un Aché (ou Guayaki) à la chasse, au Paraguay.

Concernant le penser, Clastres l'articule au faire car les peuples premiers réfléchissent leurs conditions humaines. Par exemple, les hommes guayaki sont parfaitement conscients de leur position (leur place et leurs obligations) au sein de leur société comme « hommes = chasseurs » : chaque homme possède un chant qu'il entonne à la nuit tombée pour manifester sa singularité parmi le groupe des chasseurs et, ce faisant, au sein de sa communauté,. Ailleurs, chez les Mbya-Guarani, les karai (c.-à-d. les prophètes) méditent leur présence sur terre et leur futur voyage vers « ywy mara eÿ » (la « Terre sans Mal ») qui, selon leur mythologie, est cet endroit où chaque Guarani n'est plus « Un » (à savoir incomplet/imparfait) mais « Multiple » (à savoir complet/parfait). En effet, dans son analyse du Grand Parler l'anthropologue paraguayen Ruiz Zubizarreta, spécialiste des guarani, montre la place de ce livre dans l'édifice théorique de Pierre Clastres en expliquant que c'est la parole prophétique de l’époque précolombienne qui soulève l'intérêt de l'anthropologue français : ce dernier dit dans la Société contre l'État, qu’au XVe siècle il y avait d’un côté les chefs, de l’autre, et contre eux, les prophètes et qu’à cette époque précolombienne « la machine prophétique fonctionnait parfaitement ». Néanmoins, l'anthropologue paraguayen signale que Clastres aurait épuré les textes guarani de toute influence coloniale et chrétienne pour qu'ils soient en accord avec ses théories. Dernier exemple : dans leur mythologie, les Chulupi ont inventé des mythes qui, entre autres choses, leur permettent de tourner en ridicule des membres de la communauté qui, en temps normal, sont craints et respectés : les chamans.
Aussi, Clastres étudie une autre dimension des « sociétés primitives » dont le penser et le faire doivent être abordés depuis les perspectives de ces sociétés, une dimension essentielle qui constitue l'objet de La Société contre l'État : la politique.

### Politique de la société primitive

#### Un pouvoir non coercitif
Là où l'ethnocentrisme de l'ethnologie et de l'anthropologie occidentales ne voit que des « sociétés sans État », Pierre Clastres découvre des « sociétés contre l'État » ; pour empêcher la division et perpétuer l'égalité entre les membres de la communauté, ces sociétés auraient institué un pouvoir politique non coercitif.
Clastres soutient que toutes les chefferies indiennes sont instituées de sorte que le pouvoir politique du chef ne soit pas coercitif,,. Pour résumer son argumentation : toute société (« sans État » et « à État ») édifie un circuit d'échanges de biens matériels et symboliques (dons et contre-dons), qui inclut aussi l'échange des femmes ; l'édification de ce circuit détermine pour chaque société l'institution politique du monde social ; or, dans toutes les chefferies indiennes le chef est placé en dehors du circuit des échanges,. Clastres affirme que cette manière d'instituer la place du chef est une manière singulière et originale d'instituer le politique : placé en dehors de la société et ne participant pas aux échanges sociaux, le chef incarne le pouvoir politique mais il ne l'exerce pas.

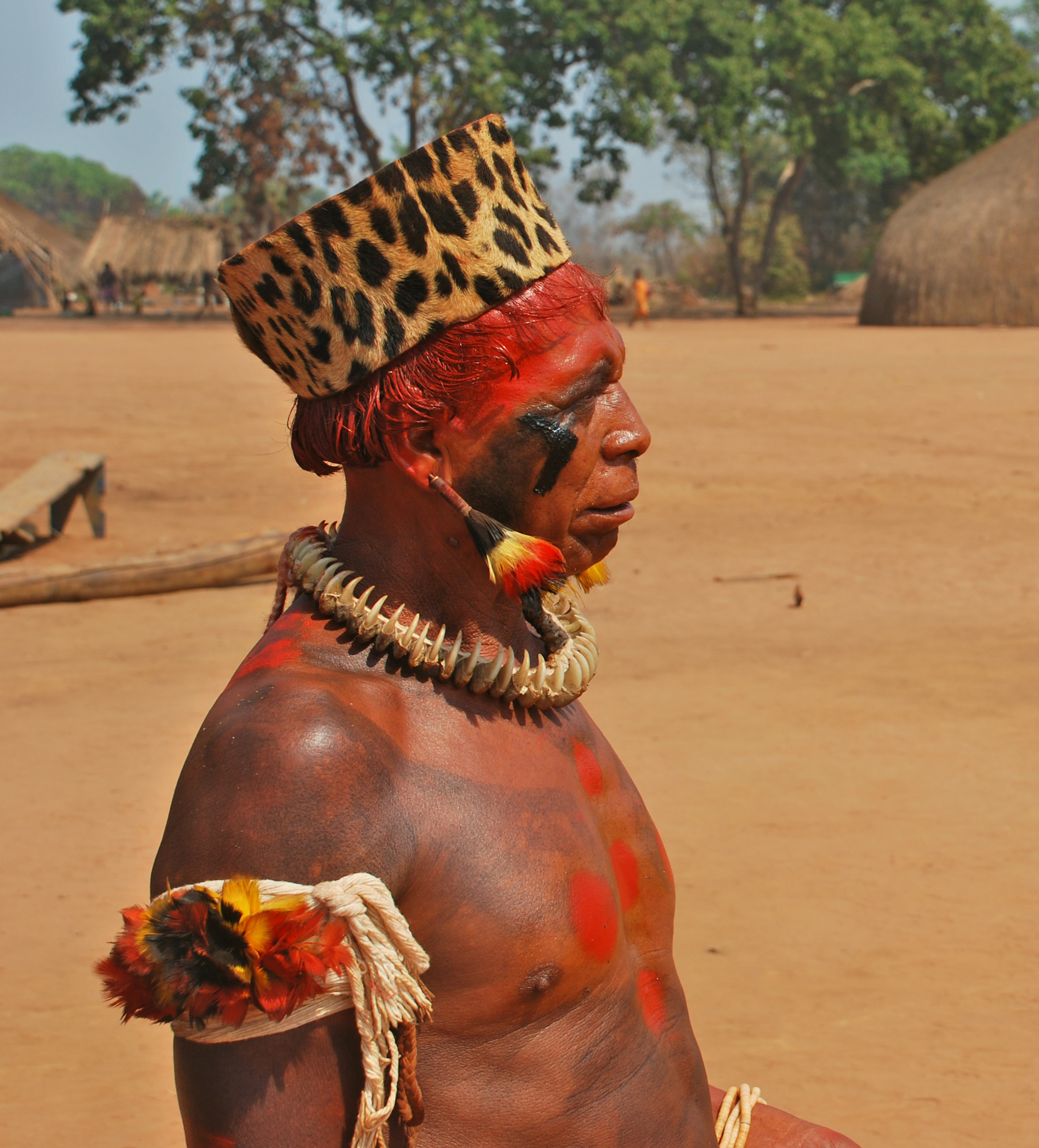
Portrait photographique du chef Wauja Atamaitsumpa, fils du chef Walakuyawatumpa, dans le village de Piyulaga, territoire indigène du Xingu.

En contrepartie, le chef doit des paroles aux membres de sa société,. D'après Clastres, toute société sans État (ou « société primitive ») institue la dimension politique de son organisation sociale de sorte que le pouvoir (c.-à-d. la politique) soit séparé du commandement (c.-à-d. la coercition). Ainsi, le chef incarne le pouvoir politique de la communauté mais il ne peut exercer aucune coercition car il se meut dans l'espace du langage : il ne dispose pas de la force physique mais de la force de persuasion. Alors, depuis cet espace du langage le chef doit, d'une part, apaiser les conflits entre les membres de la communauté et, d'autre part, rappeler les lois de la société aux membres de la communauté (un chef dans une « société primitive » ne peut pas donner d'ordre).
Par suite, selon Clastres, c'est la société en son entier (c.-à-d. les membres de la communauté) qui exerce le pouvoir, notamment sur son chef. Et c'est la société en son entièreté qui inculque et qui transmet cette institution de la politique, ainsi que ses lois, à chaque nouveau membre de la communauté lors du rite d'initiation. En effet, Clastres avance l'idée que la torture infligée aux corps des initié(e)s lors des rites vise à transmettre les lois de la société par le marquage même de leur peau, ; en outre, il estime que ce marquage inscrit l'égalité dans la chaire des initié(e)s,. Toutes et tous marqués, les membres de la communauté incarnent, transmettent et promeuvent l'égalité de la « société contre l'État »,.
Afin de savoir si un changement dans l'organisation sociale de ces sociétés entraînerait la fin de l'égalité et l'advenue d'une institution politique coercitive (l'« État »), Clastres s'intéresse alors aux dynamiques sociales des « sociétés primitives ».

#### Des dynamiques sociales
Les « sociétés contre l'État » ne sont pas des sociétés figées, Clastres constate qu'elles connaissent des dynamiques sociales qui, soit perpétuent l'institution politique des « sociétés primitives », soit sapent leurs fondements égalitaires et instituent la division.
Parmi les dynamiques sociales qui préservent l'égalité de la « société primitive », il en est une qui est essentielle et qui procède de son institution même : il s'agit de la reconduction et de la reproduction de la société, car la « société primitive » vise à sa conservation,. Sinon, il est une dynamique sociale qui procède radicalement par le meurtre du chef ; Clastres rapporte des exemples de chefs qui sont tués par les membres de leur société parce qu'ils donnent des ordres : ces chefs usent de la coercition et, par là, ruinent l'institution de leur société. Une autre dynamique sociale cherche à perpétuer la « société primitive » : l'exogamie. D'après Clastres outre le fait que l'exogamie permet tous types d'échanges (nourritures, biens matériels…) et d'alliance (femmes, gendres, solidarité…), elle est surtout le moyen de l'alliance politique : en choisissant un(e) partenaire dans une autre communauté et en nouant une alliance avec cette communauté, chaque communauté s'assure le soutien politique de ladite communauté en cas de conflit.

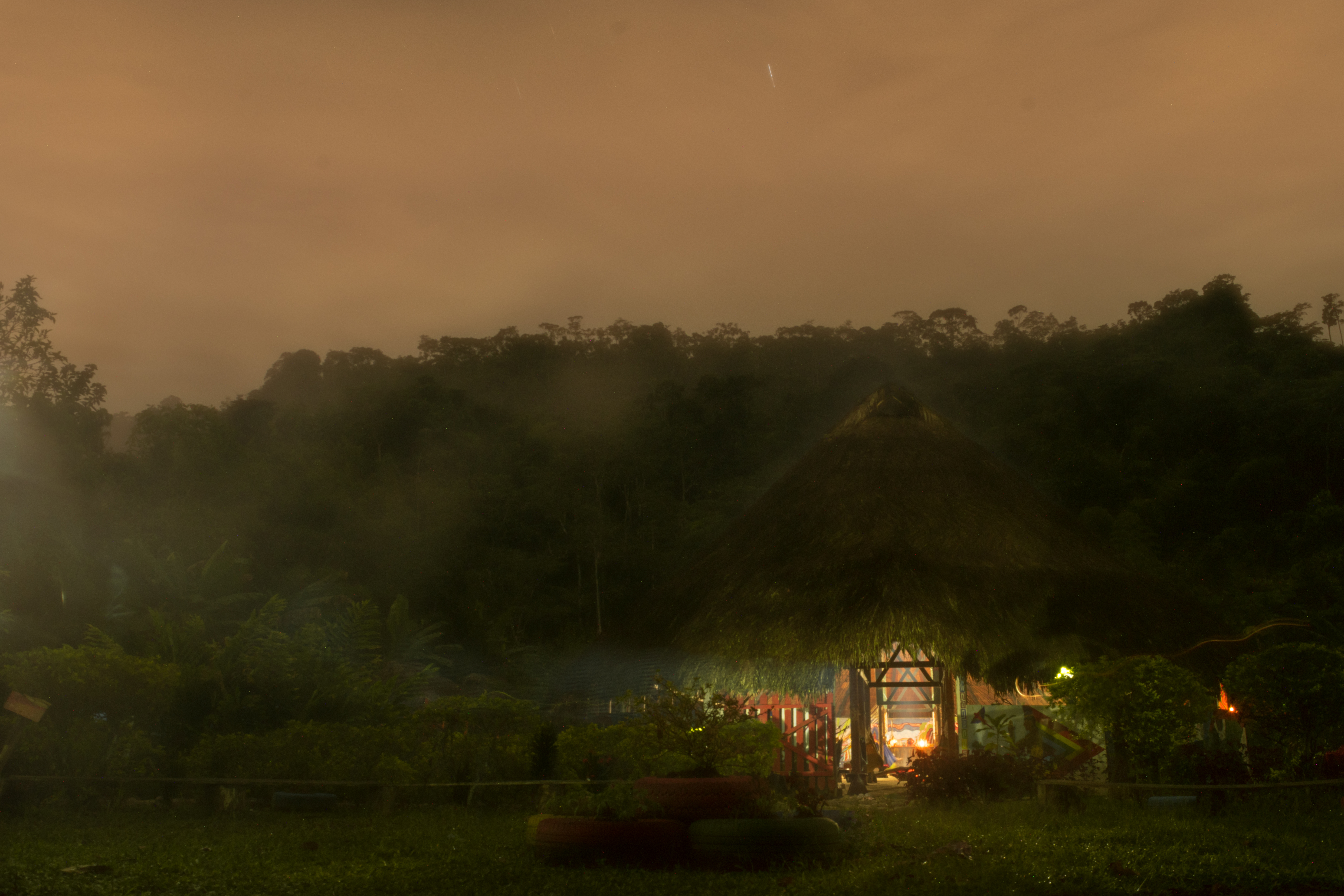
Photographie d'une maloka amérindienne dans la région de Mocoa, en Colombie.

Cependant, certaines dynamiques sociales peuvent fissurer l'institution politique des « sociétés primitives ». Pour Clastres, la démographie est l'une de ces dynamiques qui, modifiant la taille de la communauté, peut modifier l'institution politique de ces sociétés : en fonction du nombre de membres dans une communauté, la nature du pouvoir du chef serait effectivement autre (le chef sans pouvoir deviendrait un chef usant de l'autorité et de la coercition),. Une autre dynamique sociale intéresse fortement Clastres : le prophétisme tupi-guarani (il s'agit de migrations vers la « Terre sans Mal » menées par un karai). Selon lui, un karai provoque une migration lorsqu'un chef commence à donner des ordres ou lorsqu'une société ne suit plus les lois préservant l'égalité de ses membres (migrer équivaudrait ainsi à perpétuer la « société primitive ») ; or, il se pourrait que certains karais aient pris conscience de leur pouvoir et aient cherché à diriger leur communauté (autrement dit : un prophète pourrait devenir un chef usant de l'autorité et de la coercition),. Une autre dynamique sociale est l'inversion de la dette. Dans les « sociétés primitives », alors que les chefs sont normalement en dette à l'égard de leur société (paroles, biens, etc.), un ou plusieurs chefs auraient réussi à inverser le sens de cette dette : à présent leurs égaux (les membres de leur communauté) doivent leur obéir et payer la dette au(x) chef(s),. Une dernière possibilité est envisagée par Clastres : la guerre pourrait favoriser la constitution d'un groupe de guerriers qui finirait par s'arroger le pouvoir, néanmoins de célèbres guerriers (comme Geronimo ou Fusiwé,) n'ont jamais réussi à exercer de pouvoir politique,.
Par contrecoup, après avoir étudié l'institution politique des « sociétés primitives » et leurs dynamiques sociales, Clastres change de perspective sur la politique occidentale.

### Politique de la société à État

#### La coercition et l'inégalité
Revenu du terrain sud-américain, Pierre Clastres observe en ethnologue et en anthropologue celui où il naquit : la société occidentale. Sa thèse sur les « sociétés primitives » implique un corollaire qui s'applique aux sociétés occidentales : celles-ci sont des sociétés divisées en « dirigeants/citoyens » où est institué un pouvoir politique coercitif exercé par « l'État ».
Après avoir étudié l'organisation sociale des « sociétés primitives » et celle des « sociétés à État », Clastres veut mettre l'État en perspective. En premier lieu, il dissocie l'« État » de la « Société » : l'État n'est qu'une institution politique parmi d'autres, ainsi chaque société institue une forme particulière de pouvoir politique (chefferie, monarchie, aristocratie, démocratie, etc.),. En second lieu, Clastres veut briser le discours positiviste et situer l'État à sa juste place : l'État ne se situe pas à la fin d'un processus d'évolution sociale qui manifesterait un progrès dans le développement du pouvoir politique ; ainsi, l'absence d'État dans les « sociétés primitives » ne signifie pas anarchie et la présence d'État dans les « sociétés à État » ne signifie pas civilisation.

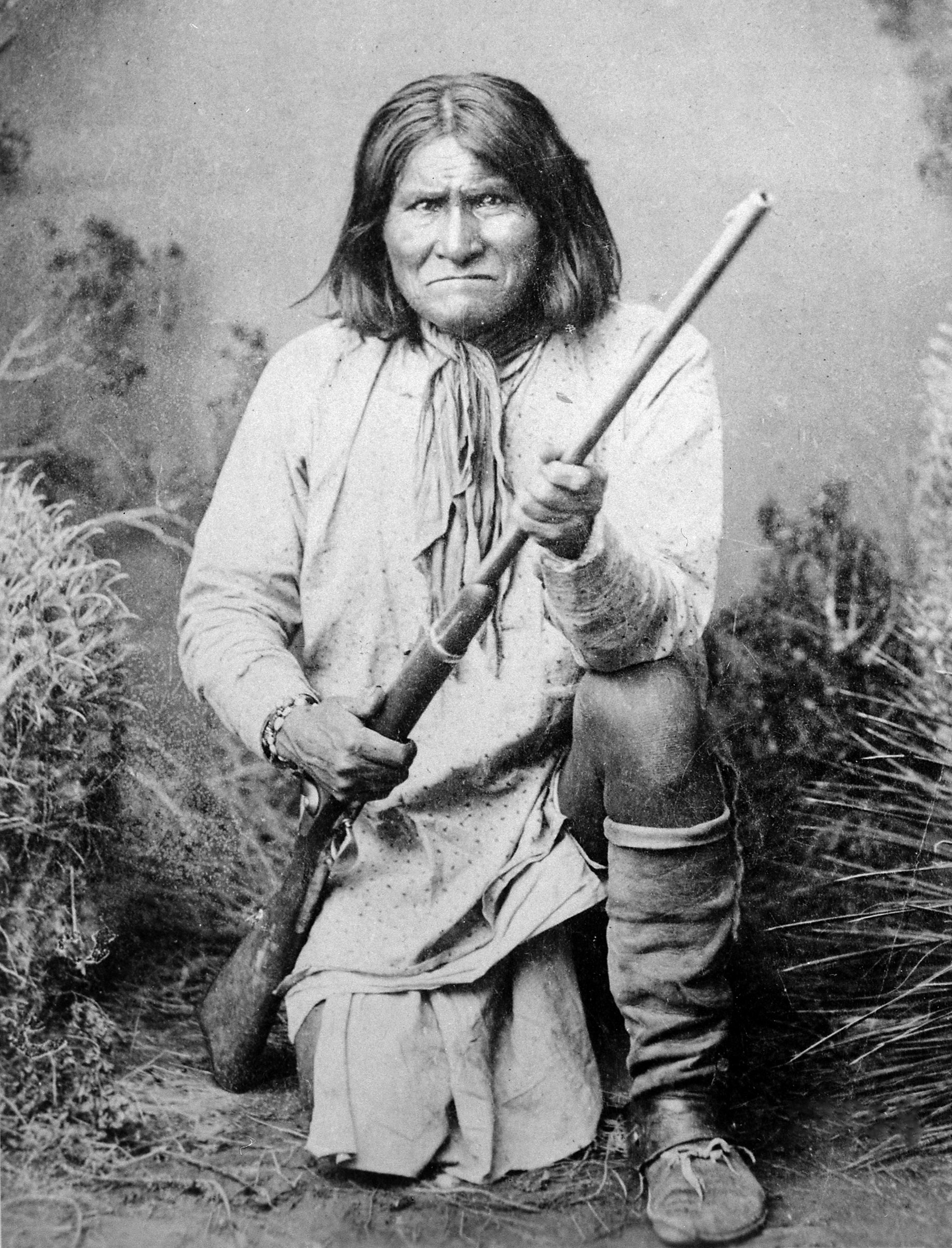
Portrait photographique de Geronimo, guerrier apache qui se battit pour les droits des Nord-Amérindiens. Au de La Société contre l'État, Pierre Clastres déclare à son propos : Geronimo, dernier grand chef de guerre nord-américain, qui passa trente années de sa vie à vouloir faire le chef, et n’y parvint pas…

Par ailleurs, Clastres entend mettre au jour la nature coercitive du pouvoir politique propre à la forme « État » ; en effet, l'institution de l'État induit différentes implications politiques et, par conséquent, autant d'implications sociales. D'abord, l'institution de l'État implique l'institution de la division et la fin de l'égalité : désormais les membres de la communauté vivent dans une société hiérarchisée et deviennent alors inégaux. Ensuite, l'institution de l'État entraîne l'institution de la relation de « commandement-obéissance » (l'émission d'ordres et l'exécution de tâches) et, par suite, la pérennisation de la domination. Par surcroît, l'institution de l'État entraîne d'autres conséquences : l'État devient le maître de la violence légitime, seule la parole de l'État est légitime, l'État veut et poursuit l'unification de sa population.
Sinon, à l'encontre de la théorie marxiste et avec l'appui des données ethnographiques, Clastres assure que l'État ne doit pas son apparition à la modification des rapports de production dans l'économie des « sociétés primitives », puisque ces dernières ne sont pas des économies de marché,. En réalité, l'État doit son apparition à la modification des rapports politiques entre les membres de la communauté. L'origine de l'État est politique, non économique.
Pour autant, et ce malgré la multiplicité des terrains étudiés, la variété des données convoquées et la diversité des hypothèses envisagées, Clastres n'explique (et ne s'explique) pas l'apparition de l'État dans ce recueil de textes qu'est La Société contre l'État,,.

## Réceptions et critiques

### Accueil
La Société contre l’État reçut un accueil tranché : le cercle d’amis de Pierre Clastres accueillit l’ouvrage favorablement,, ses adversaires l’attaquèrent, ; les recensions de l'ouvrage furent tantôt pertinentes tantôt orientées, quelques contradicteurs discutèrent les thèses contenues dans l'ouvrage de façon serrées (voir ci-après) ; enfin, porté par la vogue anthropologique, ce recueil fut lu « bien au-delà du cercle des spécialistes », ce qui occasionna d'autres réceptions et d'autres critiques venues d'horizons divers (ainsi que de l'étranger).
Dans un article daté de 1975 intitulé « Démocrates, marxistes et nomades », Patrick Santini lit le dernier chapitre à la lumière de questions contemporaines ayant trait aux problématiques d'organisation issues (pour partie) du mouvement de Mai 68 : « Ce texte de Pierre Clastres ne peut que nous renforcer dans cette idée que tout appel à la révolte, parce qu'il entérine une division du travail entre ceux qui parlent et ceux qui suivent, porte en germe la réapparition d'un pouvoir d'État ». Agathe, après avoir reconnu que l'ouvrage pouvait présenter un intérêt pour les luttes contemporaines, termine sa recension en pointant quelques impasses : « pourquoi ces sociétés, dans leur fuite contre l'instauration d'un pouvoir d'État dont les embryons se manifestaient en raison de la taille démographique croissante du groupe, ou d'une ingérence extérieure (hypothèses soulevées par Clastres mais peu convaincantes), pourquoi ces sociétés ont-elles malgré tout rencontré ce "mal" auquel elles essayaient d'échapper ?…c'est un maillon de la chaine qui reste encore à expliquer. »

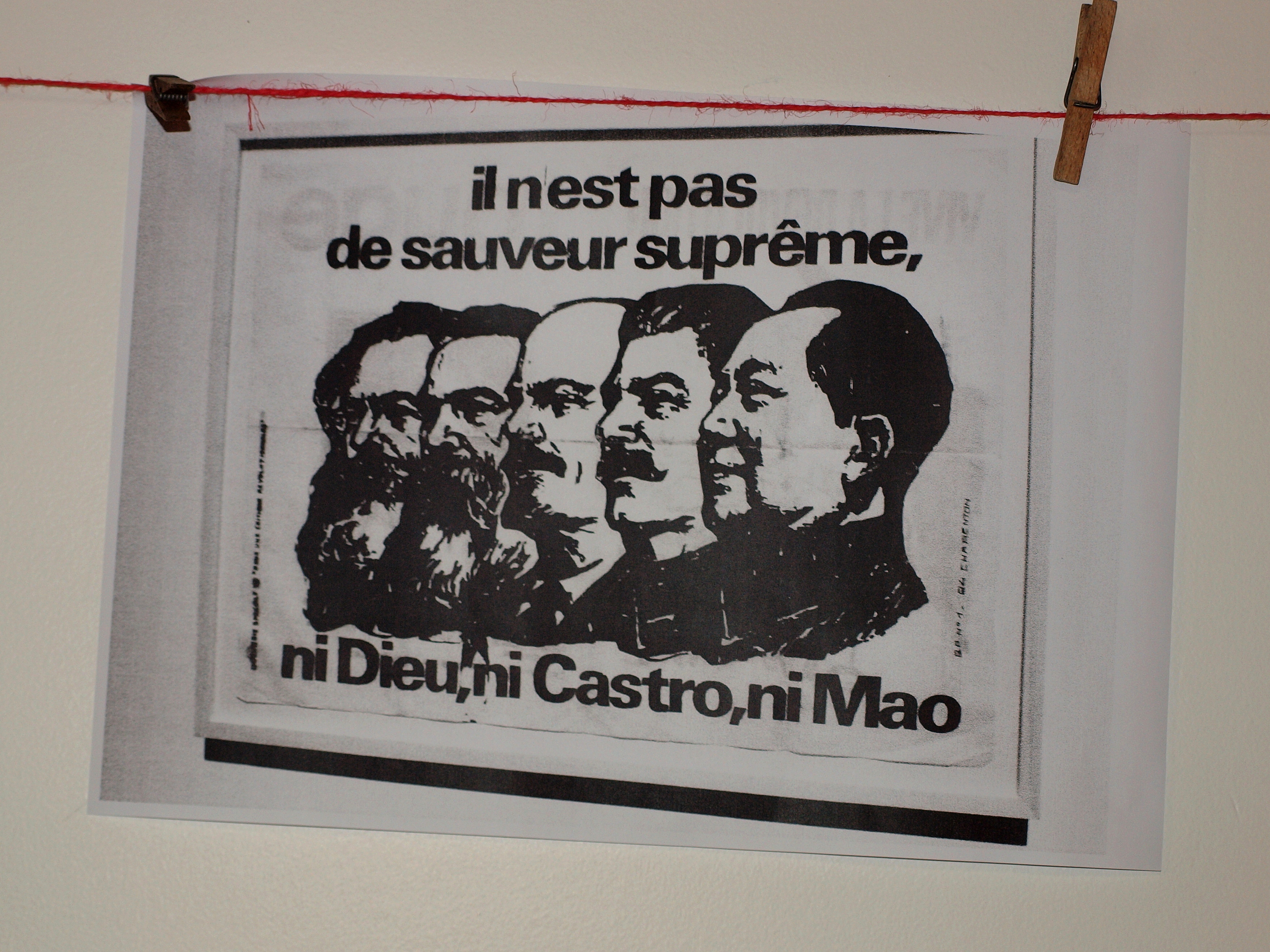
Photographie d'un tirage photographique d'une affiche reprenant un slogan de Mai 68 : Il n'est pas de sauveur suprême, ni Dieu, ni Castro, ni Mao. L'auteur du dessin est l'artiste Wiaz.

Le chapitre « De la Torture dans les sociétés primitives » reçut deux réponses cinglantes. Carmen Bernand et Sofia Fisher voient un retour de l'ethnocentrisme « par le biais de métaphores littéraires qui parlent de la torture dans les sociétés primitives » ; aussi elles réfutent la synonymie des termes « souffrance » et « torture » : « confondre les deux termes c'est escamoter la portée réelle d'une pratique qui repose avant tout sur des relations de domination et sur l'exaction ». Pour leur part, Michel Panoff et Alfredo Margarido commencent par remarquer que « les exemples européens choisis par Clastres pour introduire son propos ne sont pas homogènes entre eux », puis ils pointent l'erreur essentielle de Clastres : « ramener toutes les formes d'épreuves comportant souffrance physique à la torture telle qu'elle est pratiquée par les organes répressifs de l'État. »
Anne-Christine Taylor s'intéresse au chapitre « De quoi rient les Indiens ? » dans un article où elle revient sur la méthode d'analyse de Clastres : « Il reste qu’en matière d’étude pragmatique d’énoncés narratifs son approche est restée assez fruste, trop peu médiatisée par les instruments d’analyse que la linguistique (en particulier la naissante linguistique de l’énonciation) aurait pu lui fournir ».
Sinon, diverses recensions insistent sur tel ou tel point de l'ouvrage de Clastres,,. Aujourd'hui (en ce début de XXIe siècle), La Société contre l'État reste pour certains « l'un des livres les plus emblématiques de l'anthropologie politique en langue française » ; pour d'autres, ce livre figure en bonne place dans La bibliothèque idéale des sciences humaines : « Issu de la pensée de mai 1968, l’ouvrage suscita comme on l’imagine de vives polémiques, mais il reste d’une fécondité toujours actuelle. »

### Lectures serrées
Depuis sa parution La Société contre l’État suscite débats et controverses, d'abord au sein des disciplines que sont l'ethnologie et l'anthropologie, ensuite parmi les auteurs spécialisés en sciences politiques, enfin, quoique plus discrètement, chez les philosophes.
Jean-William Lapierre, nommément attaqué au chapitre 1 de La Société contre l’État, étudie les thèses de Clastres dans un ouvrage paru en 1977 : Vivre sans État ?,, qui révise et prolonge son ouvrage paru en 1968. Lapierre critique l'idée de Clastres selon laquelle les sociétés des peuples premiers seraient effectivement les « premières sociétés d'abondance » vu le surplus produit ; il pointe la « coercition » là où Clastres ne la relève pas (la domination masculine et la torture lors des rites de passages) et, par suite, il doute que les sociétés autochtones américaines soient effectivement égalitaires ; surtout, il exprime ainsi son principal désaccord : « Je soutiens, […], contre Clastres, qu'il n'y a pas de pouvoir entièrement dépourvu de coercition, même chez les Indiens d'Amérique. » Pour finir, selon Lapierre, Clastres ferait preuve d'un « ethnocentrisme inversé » : « nouveau Copernic de l'anthropologie politique, Clastres nous invite à ne plus mesurer ces sociétés à l'aune de notre civilisation. Bien au contraire, c'est par rapport à la positivité, à la supériorité des sociétés indiennes que nous devons juger la négativité, l'infériorité des nôtres. »
En 1986, Emmanuel Terray esquisse quelques remarques à propos de la formule qui donne son titre à l'ouvrage : « la société contre l’État ». D'après lui, « face aux bardes qui nous chantent la rébellion de la société contre l'État, on pourrait soutenir — et on a soutenu — de manière tout aussi convaincante que la communauté villageoise est le lieu privilégié d'un totalitarisme qui, pour être collectif, n'en est pas moins implacable : car ses victimes, exposées jour et nuit aux regards et à la vindicte de leurs oppresseurs, n'ont d'autres recours que l'exil et la servitude, la folie ou la mort. » Par ailleurs, Terray reproche à Clastres d'avoir formulé sa thèse sans respecter les méthodes et les exigences de l'ethnologie et de l'anthropologie. Quant au succès rencontré par la formule « la société contre l'État » : « dans les variations que j'ai entendues sur ce thème à la suite des livres de Pierre Clastres, écrit Terray, je n'ai trouvé pour ma part qu'opérations de propagande et machines de guerre idéologique à l'usage de l'intelligentsia parisienne. »
Philippe Descola critique les thèses de La Société contre l'État dans un article de 1988. Il conteste plusieurs points avancés par Clastres, notamment ces deux-ci : dans la majorité des sociétés amérindiennes les chefs seraient sans pouvoir ; la « société primitive » serait « par essence égalitaire ». Surtout, pour Descola l'auteur de La Société contre l’État procèderait à une généralisation théorique : « Si Clastres peut prétendre rendre compte du mode d'être politique des sociétés amérindiennes par ce seul paradigme de la chefferie sans pouvoir, c'est ainsi par un double mouvement de réduction qui consiste à généraliser indûment l'institution que ce paradigme incarne et à lui donner pour fonction d'hypostasier l'ensemble des rapports politiques. » Enfin, selon Descola Clastres ferait preuve d'un « ethnocentrisme théorique » en identifiant la conception du pouvoir des sociétés autochtones américaines à celle sur laquelle ne cesse de réfléchir la philosophie politique occidentale : « Sauf à ranger le pouvoir coercitif parmi les universaux de culture, c'est peut-être là faire preuve d'ethnocentrisme et donner du pouvoir une définition trop unilatérale. »
Pierre Bouretz, dans l'article du Dictionnaire des œuvres politiques qu'il consacre à La Société contre l'État, s'attache à pointer quelques difficultés des thèses avancées par Clastres dans son ouvrage. Par exemple, bien qu'il reconnaisse chez Clastres une intention de « saisir la société primitive dans sa positivité », Bouretz estime qu'employer le syntagme « société primitive » à propos de toutes les sociétés des peuples premiers est inconséquent : si la formule « société contre l'État » s'applique indifféremment et absolument à toute « société primitive », alors « la définition tend à être tautologique, et l'on pourrait s'interroger sur l'extension du champ des sociétés primitives » (il ajoute : « La diversité des situations empiriques se laisse-t-elle si aisément réduire ? »). Sinon, selon Bouretz une autre difficulté surgit au chapitre 11 : « renverser la formule marxiste du primat de l'économique en celui du politique ne supprime pas le déterminisme d'une explication de ce type. » Autrement dit : tandis que Karl Marx énonce que l'économie structure toute société, Clastres soutient que la politique structure toute société ; ainsi, à suivre Clastres, l'identité ou la singularité de toute société tiendrait d'abord à son institution politique, toute autre réalité devenant secondaire (l'économie, la culture, etc.). Arrivé au terme de son article, Bouretz s'interroge : « Quelle est alors la leçon des sauvages ? » D'après lui, cette leçon tient en un énoncé simple : « l'État n'est pas inéluctable. Pour autant qu'il se peut rencontrer des sociétés où n'existe pas la scission dominants/dominés, maîtres/esclaves, il n'est pas écrit dans la nature humaine. »
Plus récemment, Marc Abélès est revenu à plusieurs reprises sur les travaux de Clastres,. Situant ce dernier dans une filiation qui va de Maine à Malinowski, Mauss et Lowie, repérant du rousseauisme dans ses jugements de valeur, Abélès estime que La Société contre l'État « c'est d'abord un pavé dans la mare des typologies traditionnelles. » Ainsi, d'après Abélès, Clastres combat « un ethnocentrisme qui caractérise l'attitude de notre culture à l'égard de ce que l'on a convenu de désigner comme sauvagerie ou primitivité. » Cependant, derrière cette « obsession de l'État », Abélès aperçoit sinon des contradictions, du moins des tensions dans les réflexions de Clastres, par exemple : « Comment rendre compte de la genèse de l'État si l'on admet une différence radicale entre les deux univers politiques. Mais à l'inverse comment ne pas adopter, au moins implicitement, une vision téléologique (l'État en germe dans les systèmes archaïques), si l'on veut rendre compte du processus. » Par ailleurs, selon Abélès, Clastres « oscille entre la position qui consiste à opérer une distinction d'essence entre la société primitive et la société étatique, et celle qui l'amène à postuler l'unité de la nature humaine commune aux deux états. » Finalement, Abélès invite à penser « au-delà de l'État », c'est-à-dire : d'abord, prendre acte du fait que le cadre de l'État-nation est dépassé face à la globalisation ; ensuite, prendre part à « d'autres formes d'action » et investir « de nouveaux espaces » qui délaissent volontairement la référence et/ou le cadre étatique.

### Influence
La Société contre l’État influença et continue d’influencer bon nombre d’auteurs, de penseurs et de lecteurs. Parmi eux, certains auteurs entretiennent un dialogue continu avec cet ouvrage : Gilles Deleuze et Félix Guattari, Miguel Abensour, Eduardo Viveiros de Castro.

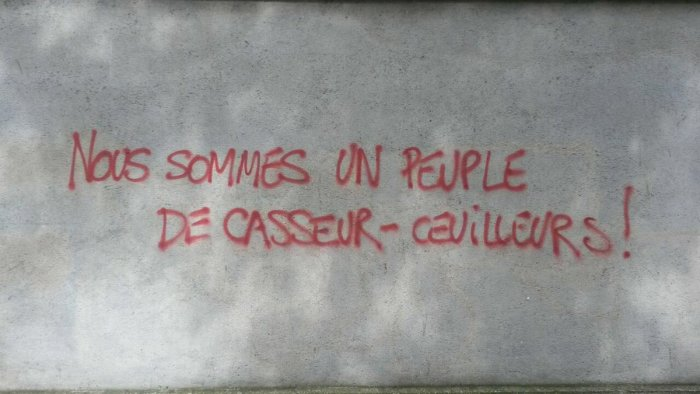
Photographie d'un graffiti anonyme inscrit sur un mur lors de la Loi travail de 2016. Il est écrit (avec une faute d'orthographe) : Nous sommes un peuple de casseur-ceuilleurs !.

Auteurs d'un diptyque philosophique intitulé Capitalisme et schizophrénie,, Gilles Deleuze et Félix Guattari sont deux auteurs qui discutèrent les thèses de Clastres et leur évolution,. En 1972, c'est dans le troisième chapitre de L'Anti-Œdipe consacré à l'ethnologie que figure la première référence à Clastres : derrière les concepts de « machine sociale » et de « machine territoriale » se perçoit l'influence de Clastres. Deleuze et Guattari écrivent ainsi : « La machine territoriale segmentaire conjure la fusion par la scission, et empêche la concentration de pouvoir en maintenant les organes de chefferie dans une relation d'impuissance avec le groupe : comme si les sauvages pressentaient la montée du Barbare impérial, qui va pourtant venir du dehors et qui surcodera tous leurs codes. » Quelques années plus tard dans Mille Plateaux, Deleuze et Guattari sont plus critiques à l'égard du travail de Clastres. Certes, ils reconnaissent que Clastres a rompu avec le « postulat évolutionniste ». Certes, ils le suivent lorsqu'il dit que « l'État ne s'explique pas par un développement des forces productives » ou que « l'État surgisse d'un coup, sous une forme impériale, et ne renvoie pas à des facteurs progressifs ». Cependant, Deleuze et Guattari ne le suivent pas jusqu'au bout de son raisonnement : « Nous croyons que ces deux propositions sont bonnes, mais que leur enchaînement fait défaut. » C'est-à-dire qu'ils n'adhèrent pas à l'idée de Clastres selon laquelle l'État surgirait de nulle part, extérieurement à la société. Pour Deleuze et Guattari : « Il faut dire que l'État, il y en a toujours eu, et très parfait, très formé. Plus les archéologues font de découvertes, plus ils découvrent des empires. L'hypothèse de L'Urstaat semble vérifiée, l'État bien compris remonte déjà aux temps les plus reculés de l'humanité. Nous n'imaginons guère de sociétés primitives qui n'aient été en contact avec des États impériaux, à la périphérie ou dans des zones rurales. Mais le plus important, c'est l'hypothèse inverse : que l'État lui-même a toujours été en rapport avec un dehors, et n'est pas pensable indépendamment de ce rapport. » Par conséquent écrivent-ils : « Un même champ circonscrit son intériorité dans des États, mais décrit son extériorité dans ce qui échappe aux États ou se dresse contre les États. » Enfin, Deleuze et Guattari émettent d'autres réserves au cours de ces quelques pages : ils considèrent que Clastres « tendait à faire des sociétés primitives une hypostase, une entité auto-suffisante », pire : « il restait évolutionniste, et se donnait un état de nature. »

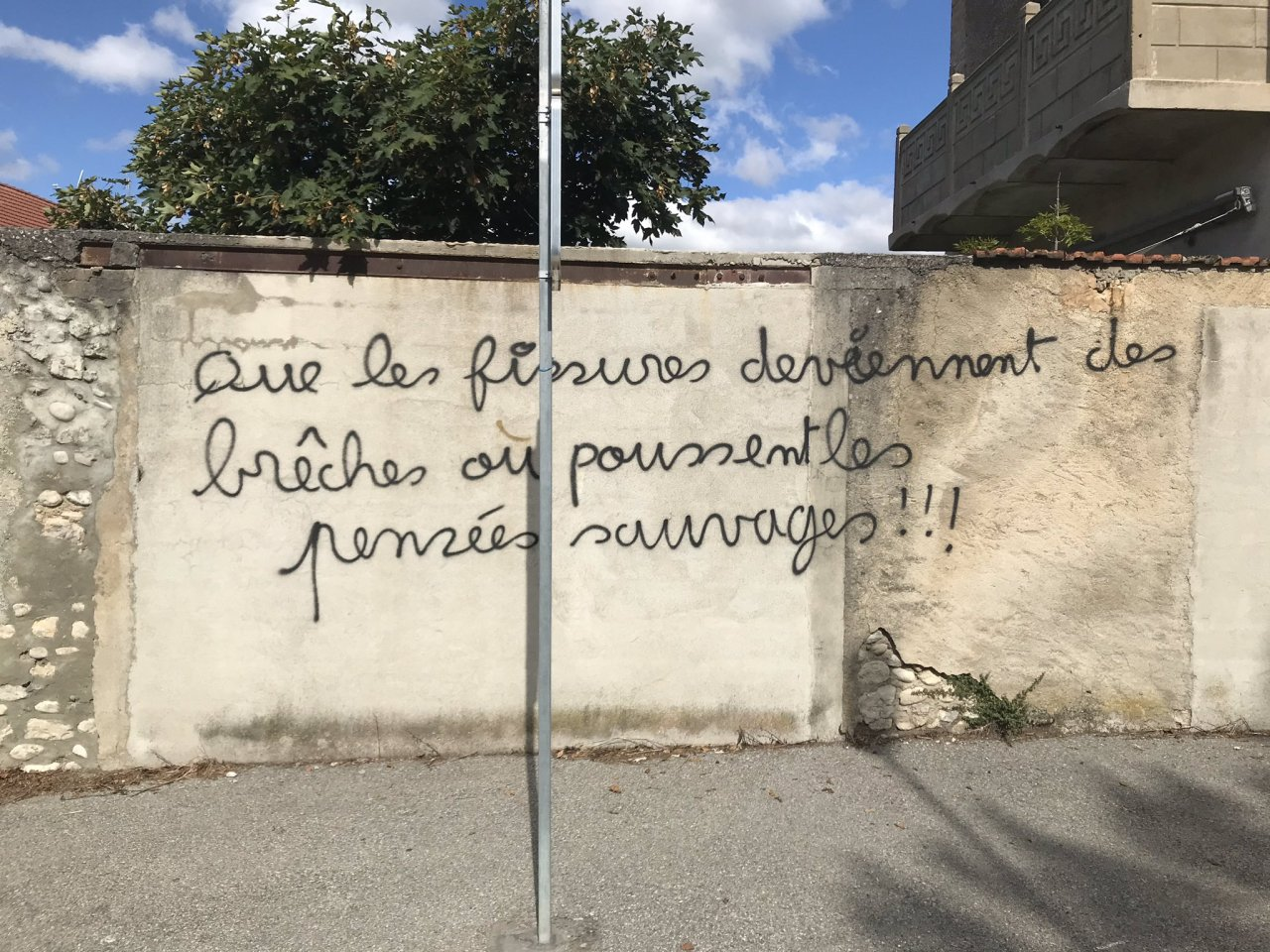
Photographie d'un graffiti anonyme inscrit sur un mur en 2018. Il est écrit (avec une faute d'orthographe) : Que les fissures deviennent des brêches où poussent les pensées sauvages !!!.

Miguel Abensour, qui assista aux séminaires de Clastres à l'École pratique des hautes études et qui dirigea deux ouvrages consacrés à ce dernier,, fut marqué par le texte qui ouvre La Société contre l’État, « Copernic et les Sauvages » ; d'ailleurs, il emprunte à ce recueil de 1974 le titre de son livre de 1997 consacré au phénomène démocratique : La Démocratie contre l'État. Si, hormis ce titre, Clastres n'est jamais cité dans le livre, il n'empêche que sa pensée irrigue tout le texte d'Abensour : « Ce que j'ai voulu montrer dans La Démocratie contre l'État, c'est qu'on peut concevoir l'existence d'une communauté politique qui est d'autant plus politique qu'elle se dresse contre l'État. » Ainsi, ce qu'Abensour retient de Clastres, c'est sa mise au jour d'une autre politique, d'une autre institution du social, qui ne serait pas étatique et ne s'achèverait pas dans la forme « État ».
Eduardo Viveiros de Castro fut fortement influencé par l'idée de « société contre l'État ». Dans un premier temps, il oppose cette idée à l'État brésilien : « Les indiens représentaient pour moi la société contre le Brésil parce que le Brésil, ce Brésil, s'était constitué contre les Indiens. "Société contre l'État" signifiait avant tout sociétés contre une certaine idée du Brésil, et en faveur d'une autre. Les Indiens entendus comme une antidote à une idée inique du Brésil. » Dans un second temps, cette idée est réinvestie dans ses recherches sur le perspectivisme amérindien : « De même qu'ils [les Indiens] n'ont pas d'État, ils sont contre tout type de fixation d'une position de sujet. Le perspectivisme était la cosmologie que Clastres n'avait pas développé, le corrélât cosmologique de la société contre l'État. Il y a là une consistance claire, puisqu'il s'agit de chercher quels éléments du monde indigène résistent à la "dé-multiplicité", à l'unification, à la totalisation. »

### Postérité
Rencontrant le succès jusqu'au milieu des années 1980, la thèse centrale de La Société contre l'État connaît une éclipse durant les années 1990 puis commence à faire retour au milieu des années 2000. Bien qu'elle soit rangée « dans le cabinet des curiosités anthropologiques » par les ethnologues français, cette thèse continue d'inspirer une nouvelle génération d'ethnologues sud-américains, certains « milieux politiques radicaux » et « une partie de la gauche libertaire ». Par ailleurs, sans être forcément discuté dans ses moindres détails, La Société contre l’État est un ouvrage cité par nombre de penseurs qui voient dans ce recueil un livre majeur de l'histoire des idées politiques et de l'anthropologie anarchiste, ainsi qu'un passage obligé pour comprendre ce qu'est l'« État »,.
Ainsi dans son « Avant-propos » à l'Histoire des idées politiques, réaffirmant le projet pédagogique du livre dont l'objet est étranger à « tout étatisme », Géraldine Muhlmann prend acte du fait que « l'État est un axe majeur de l'histoire politique moderne, et que la plupart des questions politiques qui se posent, d'une manière ou d'une autre rencontre cet axe. » Ainsi justifie-t-elle la composition de ce livre qui, partant de la Cité grecque et s'achevant par la question des frontières, suit l'émergence de l'« État », les différentes conceptions et contestations de l'« État ». Aussi, Muhlmann envisage la possibilité d'une absence de l'État et convoque alors Clastres : « L'idée de la société contre l'État avancée par Pierre Clastres dans les années 1970 est loin d'être traitée comme une idée démodée, dans cet ouvrage. Peut-être même le travaille-t-elle en profondeur, souterrainement… S'offrant, en somme, au lecteur qui voudra bien s'en emparer. »
Frédéric Lordon, dans son ouvrage Imperium paru en 2015, réfléchit à la manière dont la multitude pourrait s'« autoaffecter » positivement, c'est-à-dire constituer une communauté politique égalitaire. Pour Lordon, il y aurait toujours au fondement du pouvoir politique une forme infinitésimal de l'État, et ce même dans les sociétés sans État. Étudiant la figure du chef dans les sociétés sans État, Lordon avance que « si le chef est dépourvu de pouvoir de commandement, il n’est nullement dépourvu de tout pouvoir. Il est en effet détenteur du pouvoir symbolique de l’autorité morale. » Or, ajoute Lordon, ce pouvoir symbolique n'est pas innocent : « Le pouvoir symbolique, pouvoir de faire autorité, d’imposer sa véridiction avec autorité, est donc en soi la manifestation caractéristique de l'imperium, ce droit que définit la puissance de la multitude. L’État général, c’est moi ! : voilà ce que le chef Guarani pourrait dire à coup sûr. » Par suite, Lordon affirme : « Voilà donc la réalité des sociétés sans État : elles sont tout aussi verticalisées que les autres. » Aussi est-ce pourquoi il s'oppose à « la pensée libertaire » qui, invoquant l'œuvre de Clastres, « croit tenir avec l’ethnologie des sociétés pré-étatiques l’un de ses meilleurs arguments en la certification d’une possibilité — des sociétés sont parvenues à se passer d’État — et l’espoir de la réactiver pour le présent. »

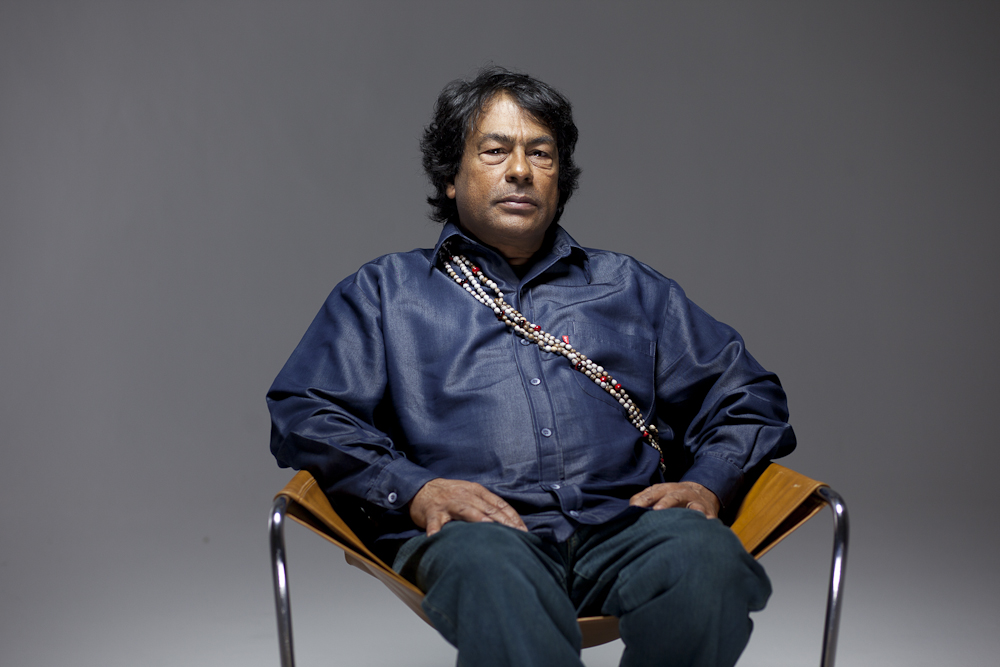
Portrait photographique d'Ailton Krenak, philosophe brésilien et figure de proue des luttes indigènes au Brésil, qui déclare lors d'un entretien : Pierre Clastres, après avoir un peu vécu en compagnie de nos parents Nhandeva et M'bia, a conclu que nous sommes des sociétés qui naturellement nous organisons contre l'État ; il n'y a nulle idéologie là-dedans, nous sommes contre naturellement, […], nous faisons naturellement un chemin qui n'affirme pas ces institutions comme fondamentales pour notre santé, notre éducation et notre bonheur.

Dernier exemple, dans leur ouvrage commun Dominer, Pierre Dardot et Christian Laval s'intéressent au concept de « souveraineté », tout particulièrement lorsque celui-ci devient l'apanage de l'« État ». Mais avant d'étudier ce concept, Dardot et Laval souhaitent débarrasser le lecteur de « deux grandes illusions sur l'État » qui font « obstacle à la problématisation de la souveraineté de l'État » : la première, « croire que l'État a toujours existé et que l'homme n'a jamais pu et ne pourra jamais s’en passer » ; la seconde, « croire qu'il appartient à l'essence de l'État en tant qu'État d'être souverain en projetant dans le passé le plus lointain ce qui n'est qu'une construction tardive et très localisée (l'Europe des XVIe siècle et XVIIe siècle). » Pour contrer cette seconde illusion, les auteurs font « observer que la souveraineté de l'État ne naît qu'avec l'État moderne, soit l'État qui se construit du XIIe siècle au XVIIe siècle. Or cet État n’est pas l'État, mais un certain type d'État ». Quant à la première illusion, Dardot et Laval considèrent que celle-ci fut entretenue par « des vues superficielles le plus souvent inspirées d'une anthropologie de seconde main ou gâtées par une mauvaise métaphysique » ; et ils rappellent que rien ne prouve que « ce que l’on nomme État soit doué d'une existence transhistorique ». Dardot et Laval invitent alors le lecteur à consulter les travaux d'une autre anthropologie : celle de Pierre Clastres.
Pour finir, le « Chapitre 11 : la société contre l'État » est souvent édité sous forme de tract ou de brochure (comme celle de l'Anarchist Action Collective basé à Eugene dans l'Oregon) ou mis à disposition sur une page web (voir la « Bibliographie »). Dans le second volume d'une anthologie de textes anarchistes et libertaires intitulée Anarchism. A Documentary History Of Libertarian Ideas (éditée par Robert Graham), ce sont des extraits de ce chapitre 11 qui furent intégrés au chapitre 8 nommé « Society Against the State » (au côté de textes de Michael Taylor, Louis Mercier-Vega, Nico Berti et Noam Chomsky). Plus récemment (en 2021), une partie de ce chapitre fut proposée dans un recueil de textes titré Les Pensées de l'écologie.